# Néhou

Néhou este o comună în departamentul Manche, Franța. În 2009 avea o populație de 543 de locuitori.